# Sphaigne de Magellan
Sphagnum magellanicum
Espèce
La sphaigne de Magellan (Sphagnum magellanicum) est une mousse des tourbières du genre sphaigne, caractérisée par sa couleur rougeâtre et ses grandes feuilles.

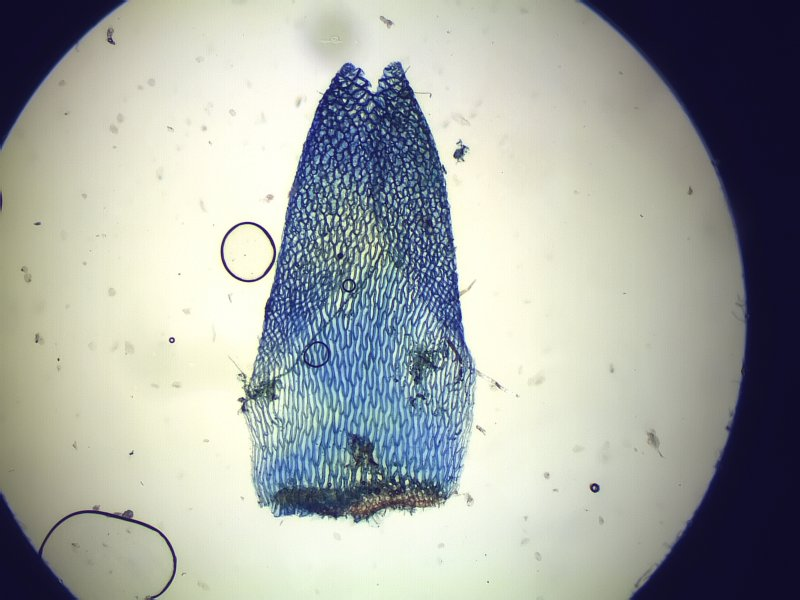
Feuille de tronc

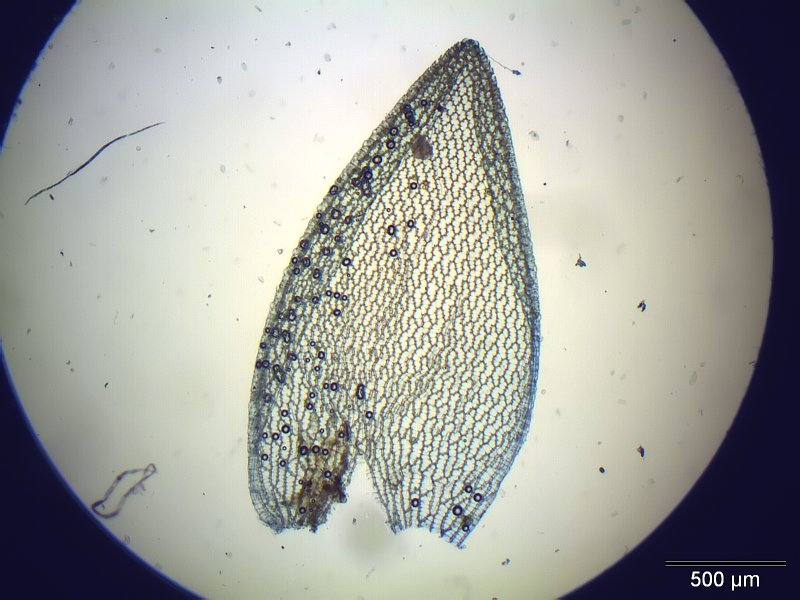
Feuille de hampe

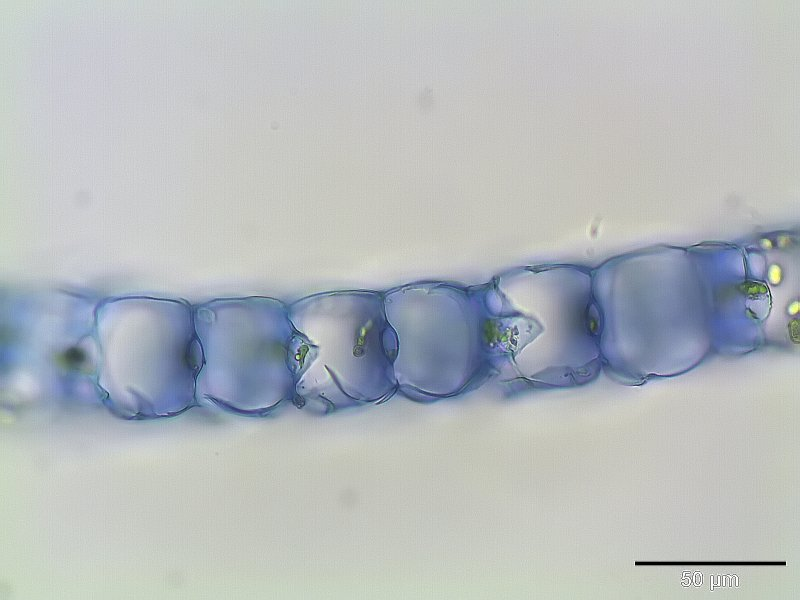
Coupe d'une feuille de hampe

## Caractéristiques
Sphagnum magellanicum peut atteindre une hauteur de 20 cm. Sa coloration est variable : de mauve sombre à pourpre, rouge carmin ou rouge écarlate. Exceptionnellement, elle peut être de teinte verte. Elle croît en arbrisseau ou en motte, avec 4 à 5 tiges par pousse, dont 2-3 forment des rejets, les tiges restantes s'enracinant profondément au substrat.
L’épiderme, frêle et mince, des tiges comprend généralement quatre épaisseurs, les deux couches extérieures présentant souvent de petits orifices. Le scléroderme est rougeâtre, brunâtre ou violet foncé. Les feuilles de la base, aplaties, lancéolées et anguleuses sont intimement liées au tronc de teinte carmin et ne présentent aucun tendinocyte.
Les feuilles creuses et lancéolées des tiges se terminent par une pointe arrondie. Elles couvrent souvent les tiges en se superposant comme des tuiles, et ne sont que rarement juxtaposées. Les hyalocytes présentent sur la surface postérieure des feuilles de grands pores arrondis près des bords. Sur la face antérieure, ces pores sont groupés par deux ou trois. Les petites chlorocytes, de forme elliptique et ordinairement lisses, sont centrées dans l'épaisseur des feuilles de tige et y sont complètement cernées par les grands hyalocytes.
Ce type de sphaigne ne peut guère être confondu qu'avec Sphagnum palustre, qui a la même teinte rougeâtre : mais en examinant la tranche des feuilles de tiges, la sphaigne de Magellan se distingue par la position centrée des chlorocytes.

## Répartition et biomes
Sphagnum magellanicum est présente dans la zone circumpolaire et est commune dans toute l’Europe Centrale. Les sphaignes sont typiques de la partie centrale, surélevée, des tourbières ombrotrophes intactes (non exploitées par l'homme), où domine un microrelief caractéristique de ridules et de mottes. Aujourd'hui, on ne la trouve plus que dans les vestiges de tourbières épargnées par le drainage. Elles sont rarement combinées à la formation de marais. Leur pH optimum est nettement acide : entre 2 et 4,5, si bien qu'elles prospèrent dans les tourbières très acides et dans les ripisylves. Ces mousses peuvent brunir dans certaines conditions, mais demeurent le plus souvent vertes. Elles préfèrent les tourbières saturées en eau mais évitent celles qui sont submergées sur de longues périodes ; elles s'accommodent au contraire très bien de périodes sèches et se régénèrent sans problème à la réhumidification de l'ambiance.
Les moyennes sphaignes sont une flore caractéristique de la biocénose végétale des communautés végétales des tourbières à môle central (Oxycocco-Sphagnetea). Elle est associée le plus fréquemment à la sphaigne rouge (Sphagnum rubellum), la sphaigne à feuilles étroites(Sphagnum angustifolium), la pseudo-sphaigne (Sphagnum fallax), la sphaigne brune (Sphagnum fuscum) ou la sphaigne de Girgensohn (Sphagnum girgensohnii),.

## Une espèce protégée
L'anthropisation des tourbières et zones humides menace sérieusement Sphagnum magellanicum.
Au plan européen, la Directive habitats protège cette espèce en prévoyant l'adoption de mesures limitant sa récolte ou son utilisation (Annexe V) et en édictant la création de zones protégées (Annexe I).
Selon le droit fédéral allemand, cette espèce, considérée comme menacée (catégorie 3), est visée (comme toutes les sphaignes) par l’annexe 1 de la réglementation fédérale de protection des espèces (Bundesartenschutzverordnung, en abrégé BArtSchV) ce qui entraîne bon nombre de restrictions.